# Riançon
Le Riançon est une rivière du Sud-Est de la France qui coule dans la Drôme (région Auvergne-Rhône-Alpes). C'est un affluent de rive gauche de la Méouge.

## Géographie
La longueur de son cours d'eau est de 4,6 km. Il prend sa source au sud de la commune de Izon-la-Bruisse et se jette dans la Méouge au sud d'Eygalayes.

### Communes et cantons traversés
Coulant dans le seul département de la Drôme, il arrose trois communes : Eygalayes, Ballons, Izon-la-Bruisse.

### Affluents
Le Riançon a deux affluents référencés :
- le ravin de Dégoutail,
- le ravin de la Bruisse[1].